# إرنا شيفلر
إرنا شيفلر هي قاضية ألمانية وُلِدت في 21 سبتمبر عام 1893 في فروتسواف وتوفيت في 22 مايو عام 1983 في لندن.

## التعليم والوظيفة المبكرة
التحقت إرنا فريدنتال بمدارس الفتيات في ليجنيكا وفروتسواف وحصلت على البكالوريا في راسيبورز عام 1911. درست لمدة فصل دراسي كامل في جامعة هايدلبرغ ثم انتقلت من الطب إلى القانون في فروتسواف وميونيخ وبرلين. في ديسمبر 1914 أنهت دراستها بدرجة الدكتوراه من فروتسواف.لم يكن يسمح للنساء بعد بأداء امتحانات الدولة القانونية، لذلك عملت في البداية في مجال الرعاية الاجتماعية ثم كمساعدة في ممارسة القانون. تزوجت لأول مرة عام 1916، وعاشت في بلجيكا حتى عام 1918، حيث عمل زوجها محاميًا في الإدارة المدنية الألمانية لبلجيكا المحتلة، وجدت عملًا أيضًا هناك كضابط مساعد، بعد انتهاء الحرب وجدت عملًا في رابطة المهندسين المعماريين الألمان وأيضًا في العديد من مكاتب المحاماة.
سُمِح للنساء بأداء امتحانات القانون الألماني في عام 1921، وأصبحت شيفلر كاتبة في عام 1922. وبين ذلك الحين وحتى عام 1925 عندما تخرجت كمحامية معتمدة طُلِّقت من زوجها الأول. منذ أواخر عام 1925 إلى عام 1928 كانت محامية في محاكم مقاطعة برلين من الأولى إلى الثالثة، وفى محكمة مقاطعة برلين ميتي.

## ألمانيا النازية
في نوفمبر 1933 تبين أنها «غير آرية» وحظرت من العمل بأثر رجعي حتى 1 مارس 1933. لم تحصل إلا على معاش تقاعدي صغير. رُفِض زواجها الثاني من جورج شيفلر عام 1934 لأنها كانت (نصف يهودية).عملت كمحاسبة في شركة أحد الأصدقاء ووزعت الطعام أثناء الحرب، واختبأت في منزل حديقة صغير خارج برلين من يناير 1945 حتى نهاية الحرب.

## بعد الحرب
بعد الحرب مباشرة تزوجت من جورج شيفلر وعادت إلى مهامها القضائية في مايو 1945 في البداية عملت مستشار إقليمي، ثم كمدير اقليمي لمحكمة برلين الإقليمية في خدمة العدالة.بعد إصلاح العملة عام 1948 أصبحت مستشارًا في عام 1949 في المحكمة الرقابية.في «يوم القضاة الألمان» في عام 1950 ألقت خطابًا حول المساواة بين الرجل والمرأة، وبالتالي رشِّحت كقاضية اتحادية. عُيِّنت في 7 سبتمبر1951، كانت المرأة الوحيدة في المحكمة الدستورية الفيدرالية الألمانية في كارلسروه، وعملت قاضية هناك حتي عام 1963 عندما انتهت ولايتها الثالثة. بعد ذلك كانت خبيرة في اللجنة الداخلية في البوندستاغ الألماني. توفيت عام 1983 في منزل ابنتها بلندن.

## أراؤها القانونية
لوحظ كتابات وآراء القاضية بشكل خاص فيما يتعلق بمبادئ الأسرة والمساواة بين الجنسين.كتبت من أجل المساواة في وحدة الأسرة بين الرجل والمرأة (قانون المساواة 3،225)، والتي بموجبها تم استخدام المادة 6 والمادة 3 من الفقرة 2 في القانون الانتقالي والذى استُخدِم للمرة الأولي ولاتزال مقتبسة. إلغاء القرار الأبوي العشوائي في قانون الأسرة (قانون المساواة |10،59)، والغاء التمييز ضد المرأة في قانون المزارع الزراعية (قانون المساواة 15، 337)، والقرارات المتعلقة بالمساواة في قانون الضمان الاجتماعي (قانون المساواة 17، 1، 38، 62) تأثرت بشكل حاسم بتصريحاتها. بعد تنحيها واصلت العمل كعضو في الوفد الدائم للحقوقيين الألمان وفى العديد من الجمعيات النسائية الدولية والجمعيات ذات التوجه السياسي تجاه المرأة والجنس.

## روابط خارجية
- إرنا شيفلر في مكتبة ألمانيا الوطنية.